# COBRAcable

Verlauf des Kabels in der Nordsee

COBRAcable ist eine Hochspannungs-Gleichstrom-Übertragung (HGÜ) durch die Nordsee. Sie wurde in September 2019 in Betrieb genommen und das Stromnetz der Niederlande an das dänische Netz angebunden. Ausgeführt wurde das Projekt von den beiden Stromnetzbetreiber Tennet und Energinet.dk.
Die Verbindung verläuft durch die Deutsche Bucht, als Endpunkte sind Endrup nahe Esbjerg in dänischen Jütland und Eemshaven in den Niederlanden vorgesehen. Betrieben werden wird die Verbindung mit einer Gleichspannung von 320 kV. Die Übertragungsleistung liegt bei 700 MW, die Länge des Kabels beträgt ca. 325 km.
Zweck des Baus ist unter anderem die Koppelung der Strommärkte Dänemarks und der Niederlande sowie die bessere Einbindung erneuerbarer Energien in das Energiesystem. Insbesondere soll den Niederlanden der Import von Windstrom aus Dänemark ermöglicht werden. Durch die Direktverbindung Dänemarks mit den Niederlanden soll zudem das norddeutsche Stromnetz entlastet werden. Zusätzlich besteht die Möglichkeit, in der Zukunft Offshore-Windparks in der Nordsee an dieses Seekabel anzuschließen.
Die Investitionskosten betragen gut 600 Millionen Euro. Das Projekt wird von der Europäischen Kommission im Rahmen ihres Energieprogrammes mit einer Summe von 86,5 Millionen Euro gefördert. Anfang 2016 vergaben die Betreiber die Aufträge für die Stromrichterstationen an die Siemens AG, während die Kabel von dem italienischen Kabelhersteller Prysmian geliefert werden sollen.
Die Genehmigung zum Bau und Betrieb des Seekabels im Bereich der deutschen Ausschließlichen Wirtschaftszone erteilte das hier zuständige Bundesamt für Seeschifffahrt und Hydrographie (BSH) im Dezember 2015.